# Вернер Ліннемеєр
Вернер Ліннемеєр (нім. Werner Linnemeyer; 2 липня 1905, Кенігсберг — 1 квітня 1945, Штайнфурт) — президент головного поштового управління Дюссельдорфа (1 січня 1942). Доктор юридичних наук, унтер-офіцер вермахту, почесний оберфюрер НСКК. Кавалер Лицарського хреста Хреста Воєнних заслуг.

## Біографія
Син торговця. В 1924-1927 роках навчався у Кенігсберзькому університеті. 15 грудня 1927 року здобув докторський ступінь в університеті Ерлангена. 30 травня 1930 року поступив на службу в окружний суд Дюссельдорфа, згодом служив у прокуратурах Гладбаха, Дуйсбурга і Вупперталя. 1 травня 1933 року вступив у НСДАП. В 1934 році перевівся на поштову службу в Берлін.
В 1939 році призваний на службу в вермахт. Учасник Польської і Французької кампаній. В травні 1940 року на вимогу Імперського міністерства пошти відправлений у відставку. 
З 1 вересня 1940 року — керівник німецької поштової служби в Нідерландах.
1 квітня 1945 року загинув під час інспекційної поїздки внаслідок бойових дій між німецькими і британськими військами.
31 вересня 1948 року на основі свідчень підлеглих та колег Ліннемеєра комісія з денацифікації в Дюссельдорфі віднесла його до осіб четвертої категорії (співучасник).

## Звання
- Поштовий консультант (1932)
- Поштовий радник (1 квітня 1935)
- Старший поштовий радник (1 липня 1939)
- Міністерський радник (1 вересня 1940)
- Почесний оберфюрер НСКК (1941) — звання присвоєне генералом авіації Фрідріхом Крістіансеном за досягнення з планеризму.

## Нагороди
- Почесний знак Німецького робітничого фронту
- Хрест Воєнних заслуг
  - 2-го класу (1940)
  - 1-го класу (1941)
- Лицарський хрест Хреста Воєнних заслуг (12 вересня 1944)